# پیتای سبزپوش
پیتای سبزپوش (نام علمی: Pitta sordida) پرنده‌ای است از تیره گنجشک‌سانان. رنگ سر این پرنده با تنه آن متفاوت است به طوری‌که سر آن سیاه و حنایی و تنش سایه‌های مختلف رنگ سبز است. این گونه اغلب در جنوب و جنوب شرق آسیا زندگی می‌کند. طول این پرنده به ۱۶ تا ۱۹ سانتی‌متر می‌رسد و وزن آن ۴۲ تا ۷۰ گرم است.

## نگارخانه

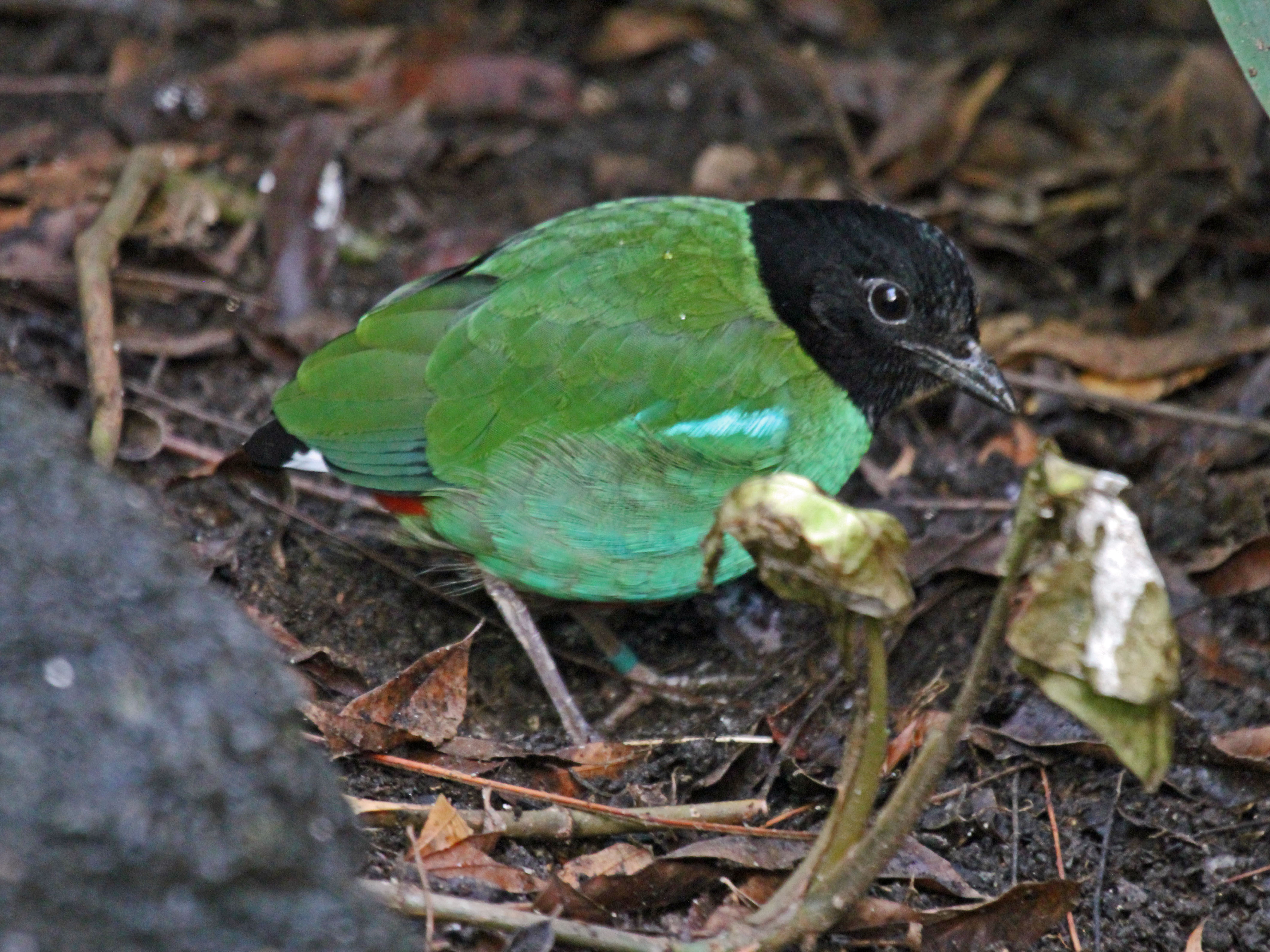
در باغ وحش سن دیگو